# Schmadrihütte
Die Schmadrihütte, auch Hütte am Schmadribrunnen genannt, ist eine unbewartete Berghütte des Akademischen Alpenclubs Bern (AACB) im Kanton Bern in der Schweiz. Sie liegt südwestlich von Stechelberg und nordwestlich des Grosshorns auf 2262 m ü. M. unterhalb einer Felsrippe zwischen den Seitenmoränen des Breithorn- und Schmadrigletschers.

## Aufstiegsmöglichkeiten
Beide Varianten des Aufstiegs beginnen in Stechelberg (910 m) und sind durchgehend markiert. Die beiden Aufstiegswege verzweigen oberhalb von  Trachsellauenen (1202 m). Der kürzere Weg, über den man zur Hütte in etwa 3½ Stunden gelangt, verläuft über die Alphütten Schwand, um dann den Schmadribach wenig oberhalb des Schmadribachfalls zu erreichen. Ungefähr eine Stunde länger dauert der Aufstieg über das Berghotel Obersteinberg (1778 m) und dann am Oberhornsee vorbei.

## Besteigungen und Übergänge
Die Hütte eignet sich als Ausgangspunkt für Besteigungen des Breithorns (3780 m), des Grosshorns (3754 m), des Tschingelhorns (3555 m) oder des Mittaghorns (3893 m). Ferner möglich ist ein Übergang über die Gamchilücke (2836 m) sowie der Zustieg zur Mutthornhütte.

## Bilder

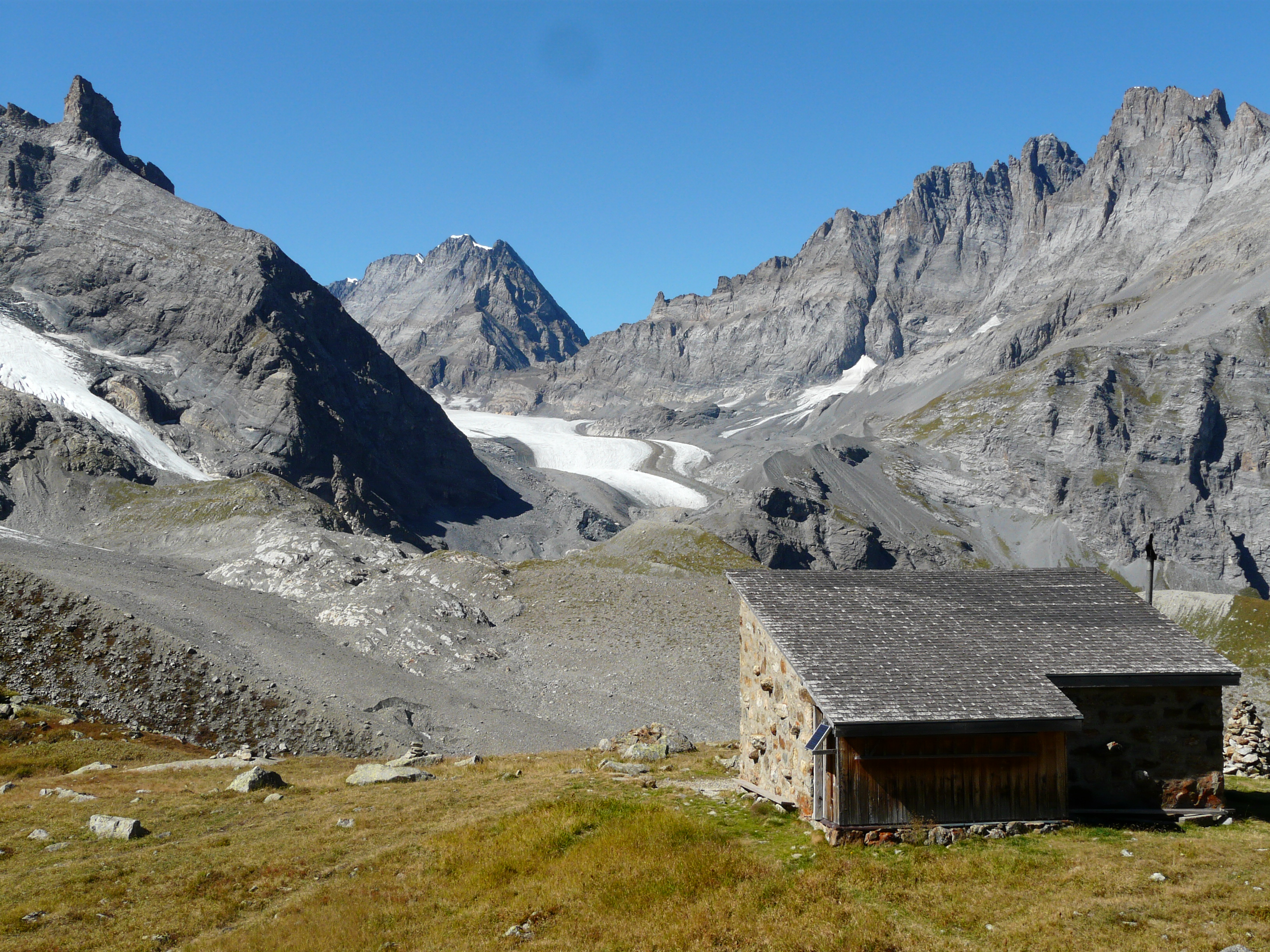
Schmadrihütte mit Tschingelfirn
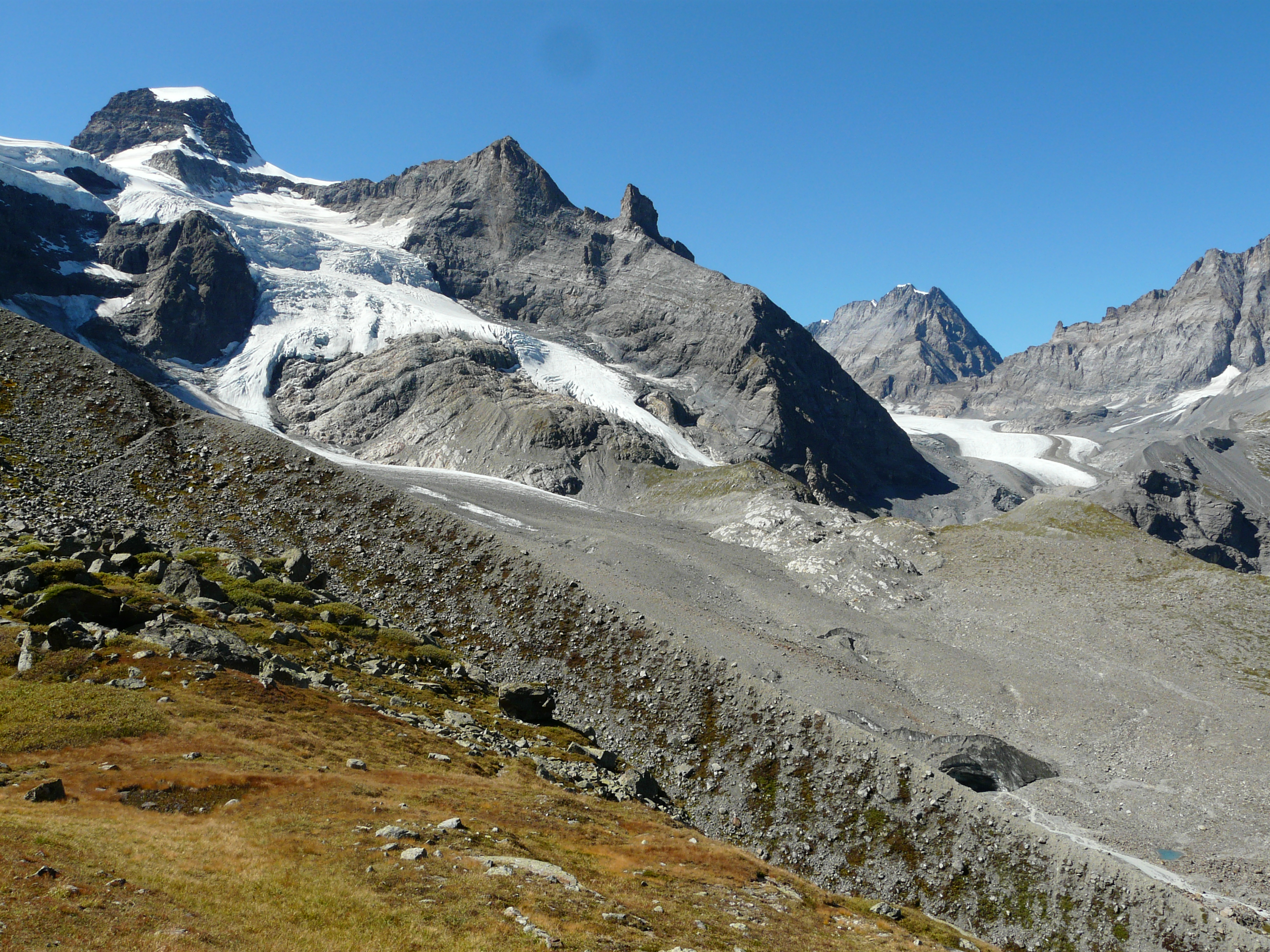
Blick von der Hütte: Tschingelhorn und Breithorngletscher
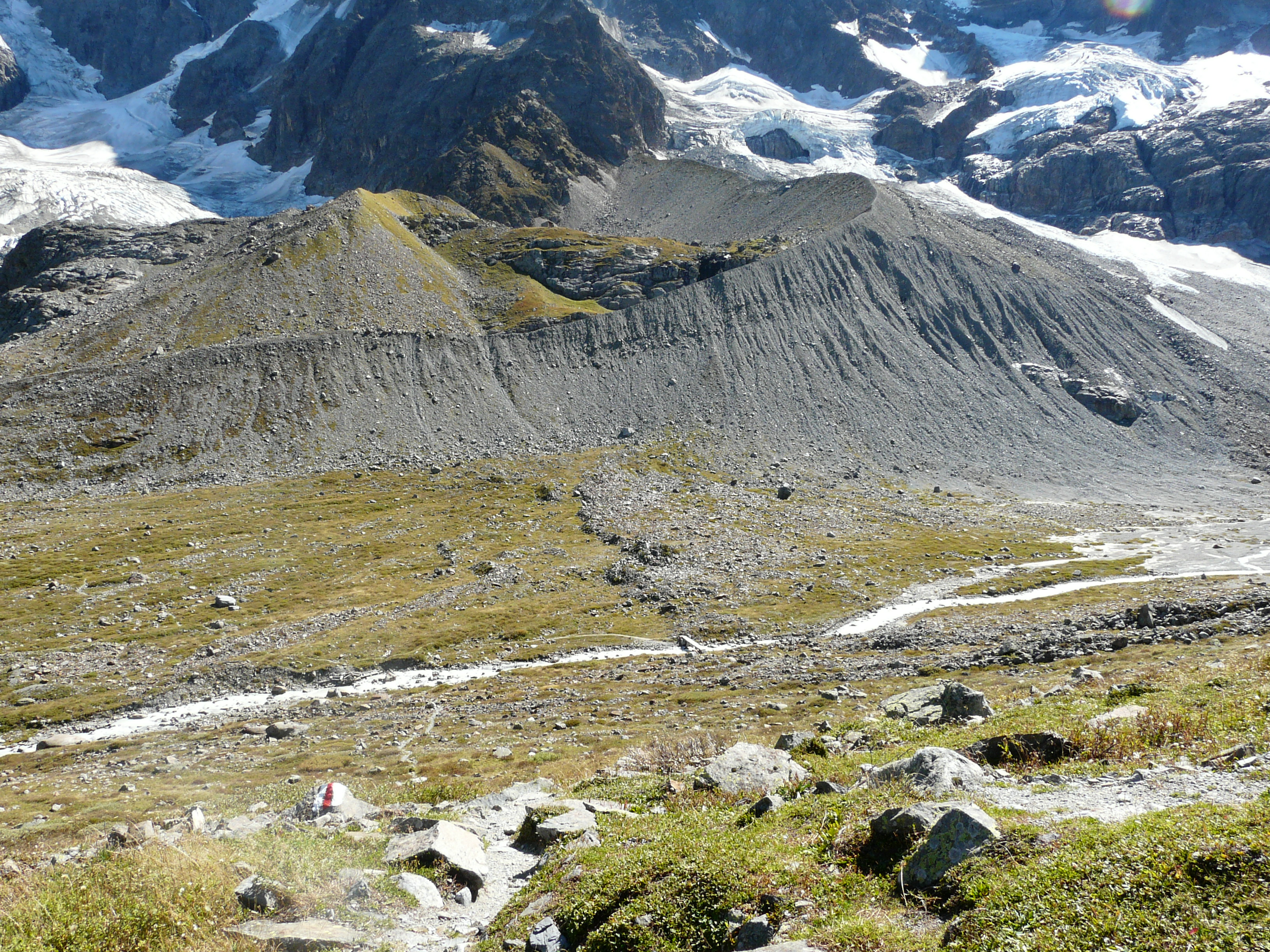
Schmadribach mit Schmadrihütte (obere Bildmitte)
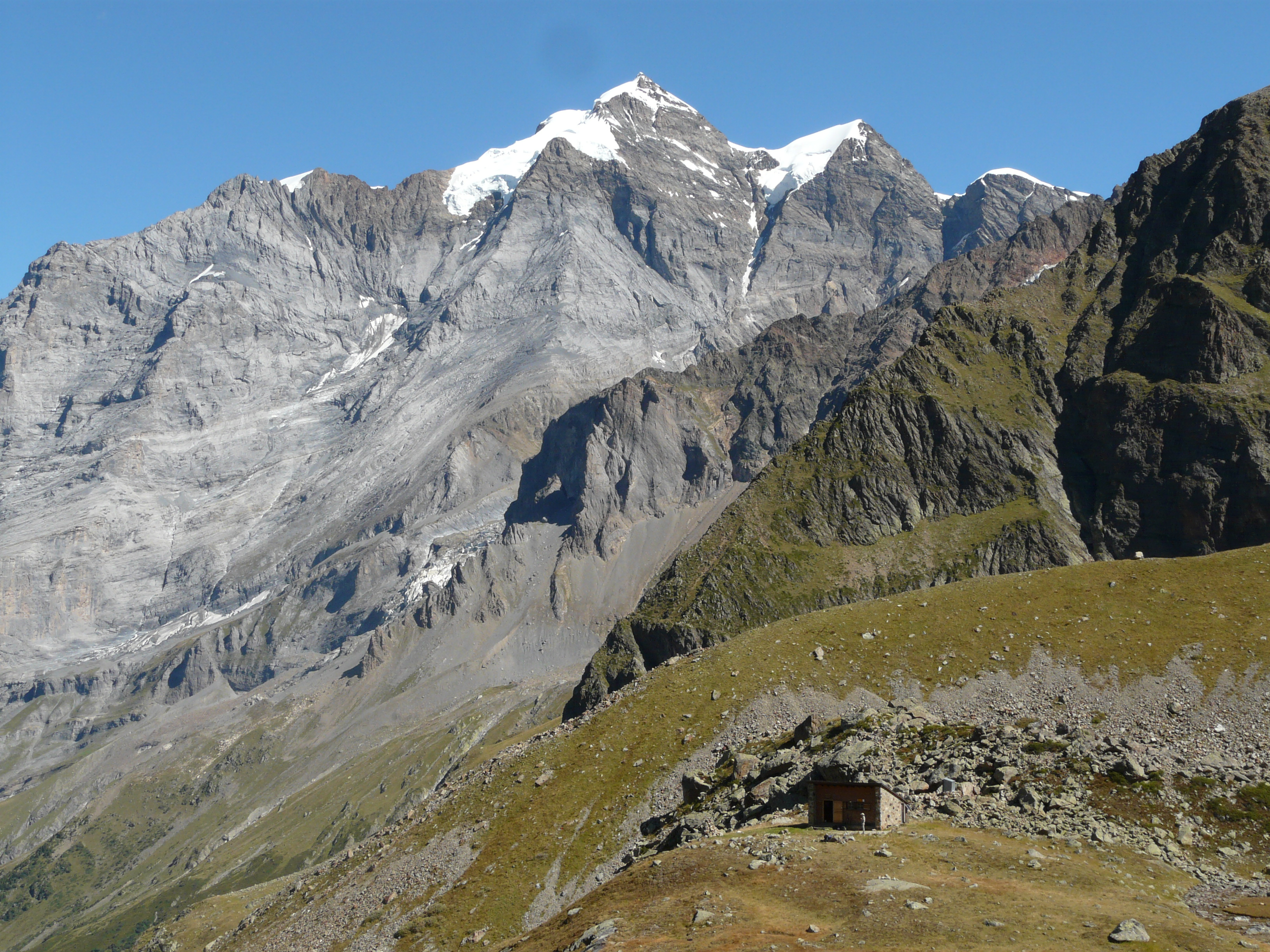
Schmadrihütte mit Jungfrau (Bildmitte)